# Marathon van Brussel 2013
De marathon van Brussel 2013 vond plaats op zondag 6 oktober 2013. Het was de tiende editie van deze marathon.
De wedstrijd bij de mannen werd gewonnen door de Keniaan Samson Kiptoo Bungei. Met een tijd van 2:15.49 had hij bijna twee minuten voorsprong op zijn landgenoot Joash Kipkoech Mutai. De Belg Gino Van Geyte maakte het podium compleet door in 2:18.37 te finishen. De wedstrijd bij de vrouwen werd gewonnen door de Zwitserse Maja Glesti in 3:10.21.
In totaal finishten 1795 lopers de marathon en 7872 lopers de halve marathon.

## Marathon
Mannen
| rang   | naam                       | land | tijd    |
| ------ | -------------------------- | ---- | ------- |
| Goud   | Samson Kiptoo Bungei       | KEN  | 2:15.49 |
| Zilver | Joash Kipkoech Mutai       | KEN  | 2:17.30 |
| Brons  | Gino Van Geyte             | BEL  | 2:18.37 |
| 4      | Greet Baemans              | BEL  | 2:33.22 |
| 5      | Vladimir Tontchinski       | BEL  | 2:35.28 |
| 6      | Kris Moernaut              | BEL  | 2:37.05 |
| 7      | Jose Ramon Torres Peanilla | ESP  | 2:38.50 |
| 8      | Guillaume Poncellet        | FRA  | 2:45.49 |
| 9      | Koen Van Roey              | BEL  | 2:46.25 |
| 10     | Jean-Charles Byl           | BEL  | 2:46.29 |

Vrouwen
| rang   | naam                   | land | tijd    |
| ------ | ---------------------- | ---- | ------- |
| Goud   | Maja Glesti            | SUI  | 3:10.21 |
| Zilver | Karen Sobrino          | SUI  | 3:17.03 |
| Brons  | Kelly Maloney          | BEL  | 3:21.57 |
| 4      | Beryl Otieno           | BEL  | 3:21.59 |
| 5      | Kaatje Rossignol       | BEL  | 3:23.49 |
| 6      | Peter Provoost         | BEL  | 3:23.56 |
| 7      | Katia Van Iseghem      | BEL  | 3:30.44 |
| 8      | Monica Caban-Benavides | BEL  | 3:33.11 |
| 9      | Inge Smeyers           | BEL  | 3:33.56 |
| 10     | Simone Cerfontaine     | BEL  | 3:34.26 |

## Halve marathon
Mannen
| rang   | naam                     | land | tijd    |
| ------ | ------------------------ | ---- | ------- |
| Goud   | Abdeljebbar Sihammane    | BEL  | 1:09.50 |
| Zilver | Lander Van Droogenbroeck | BEL  | 1:09.51 |
| Brons  | Abdessamad Asri          | BEL  | 1:11.41 |

Vrouwen
| rang   | naam            | land | tijd    |
| ------ | --------------- | ---- | ------- |
| Goud   | Petra Fasungova | SVK  | 1:22.40 |
| Zilver | Nicole Arent    | GER  | 1:22.54 |
| Brons  | Siobhan Horgan  | IRL  | 1:24.46 |

2004 ·
2005 ·
2006 ·
2007 ·
2008 ·
2009 ·
2010 ·
2011 ·
2012 ·
2013 ·
2014 ·
2015 ·
2016 ·
2017 ·
2018 ·
2019 ·
2022 ·
2023 ·
2024 ·
2025